# Chiles Billie Jean King Cup-lag
Chiles Billie Jean King Cup-lag representerar Chile i tennisturneringen Billie Jean King Cup, och kontrolleras av Chiles tennisförbund. 

## Historik
Chile deltog första gången 1968. Laget har som bäst spelat åttondelsfinal, vilket man gjorde 1978.